# Gastrallus pubens
Gastrallus pubens is een keversoort uit de familie klopkevers (Anobiidae). De wetenschappelijke naam van de soort is voor het eerst geldig gepubliceerd in 1875 door Fairmaire.